# Church Avenue (stacja metra na Culver Line)
Church Avenue – stacja metra nowojorskiego, na linii F i G. Znajduje się w dzielnicy Brooklyn, w Nowym Jorku i zlokalizowana jest pomiędzy stacjami Fort Hamilton Parkway oraz Ditmas Avenue. Została otwarta 7 października 1933.